# LTP Men's Open 2022
Il LTP Men's Open 2022 è stato un torneo professionistico maschile di tennis. È stata la 1ª edizione del torneo, facente parte della categoria Challenger 80 nell'ambito dell'ATP Challenger Tour 2022, con un montepremi di 53 120 $. Inaugurato il 26 settembre, la fine del torneo era prevista per il 2 ottobre 2022 sui campi in cemento dell'LTP Mount Pleasant di Charleston, negli Stati Uniti. Dopo la regolare disputa dei primi turni, il torneo è stato cancellato dopo il 28 settembre a causa dell'impatto previsto dell'uragano Ian in città. I premi in denaro e i punti ATP sono stati assegnati in base al turno raggiunto dai giocatori.

## Partecipanti

### Teste di serie
| Nazionalità | Giocatore           | Ranking* | Testa di serie |
| ----------- | ------------------- | -------- | -------------- |
| Australia   | Jordan Thompson     | 98       | 1              |
| Stati Uniti | Stefan Kozlov       | 108      | 2              |
| Svizzera    | Dominic Stricker    | 126      | 3              |
| Argentina   | Juan Pablo Ficovich | 129      | 4              |
| Stati Uniti | Michael Mmoh        | 133      | 5              |
| Argentina   | Facundo Mena        | 151      | 6              |
| Germania    | Dominik Koepfer     | 165      | 7              |
| Stati Uniti | Emilio Nava         | 173      | 8              |

* Ranking al 19 settembre 2022.

### Altri partecipanti
I seguenti giocatori hanno ricevuto una wild card per il tabellone principale:
- Ethan Quinn
- Cannon Kingsley
- Gianni Ross

Il seguente giocatore è entrato in tabellone con il ranking protetto:
- Andrew Harris

I seguenti giocatori sono entrati in tabellone come alternate:
- Charles Broom
- Aidan McHugh

I seguenti giocatori sono passati dalle qualificazioni:
- Strong Kirchheimer
- Giovanni Oradini
- Garrett Johns
- August Holmgren
- Donald Young
- Patrick Kypson

I seguenti giocatori sono entrati in tabellone come lucky loser:
- Omni Kumar
- Govind Nanda
- Tennys Sandgren

## Campioni

### Singolare
A edizione in corso, torneo cancellato a causa dell'uragano Ian.

### Doppio
A edizione in corso, torneo cancellato a causa dell'uragano Ian.